# Oosterend (Súdwest-Fryslân)
Oosterend (officieel, Fries: Easterein) is een dorp in de gemeente Súdwest-Fryslân, in de Nederlandse provincie Friesland. Oosterend ligt ten zuidoosten van Wommels en ten noordwesten van Sneek aan de Oosterendervaart.
In 2023 telde het dorp 900 inwoners. In het postcodegebied van Oosterend liggen de buurtschappen Meilahuizen en Schrok. Tot 1955 viel het dorp Roodhuis onder het dorp Oosterend.

## Geschiedenis
Hoe oud het dorp exact is, is onduidelijk. Oosterend lag aanvankelijk op een eiland. Verschillende omliggende dorpen lagen binnen het eiland, zoals Hennaard, Itens en Lutkewierum. Het dorp werd na de oprichting van de grietenij Hennaarderadeel het belangrijkste dorp. Later nam Wommels deze positie over. 
In 1378 werd de plaats vermeld als to Aestereynde, in 1402 als toe Aesterende, in 1433 als in Oestereynde en in 1505 als Oestereynd. De plaatsnaam duidt er op dat op het oostelijk einde van iets lag. In 1991 werd de officiële naam gewijzigd in het Friestalige Easterein.
Tot de gemeentelijke herindeling in 1984 maakte Oosterend deel uit van de gemeente Hennaarderadeel. Hierna maakte Oosterend deel uit van de gemeente Littenseradeel. Sinds 1 januari 2018 hoort het dorp bij de gemeente Súdwest-Fryslân.

## Beschermd dorpsgezicht
Een deel van Oosterend is een beschermd dorpsgezicht, een van de beschermde stads- en dorpsgezichten in Friesland. Verder zijn er in het dorp een tiental rijksmonumenten.

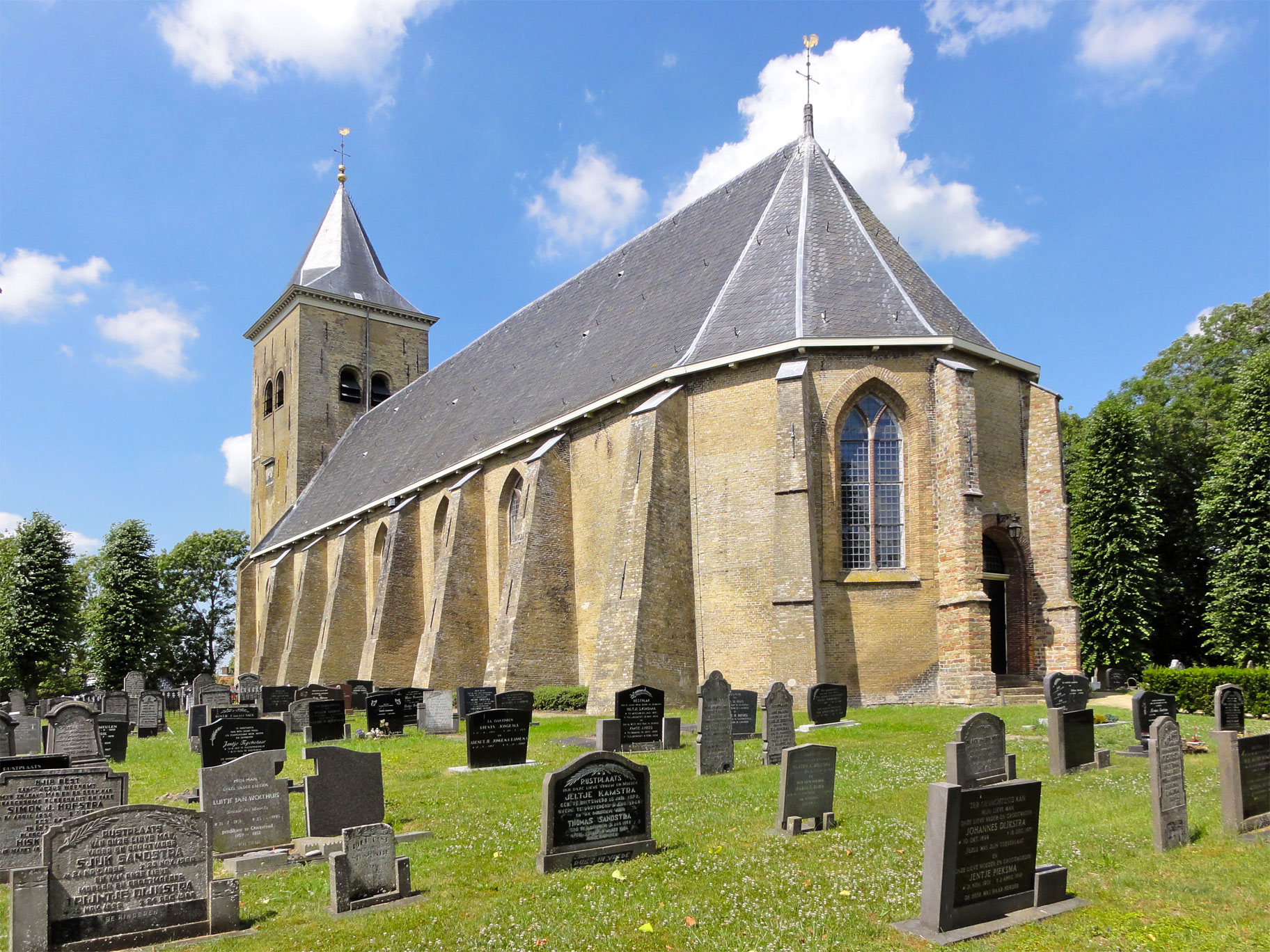
De Martinikerk

## Kerk
Het dorp wordt gekenmerkt door de Martinikerk. Deze is grotendeels middeleeuws en bezit de oudste sacristie van Friesland. De kerk heeft de zeldzame kraak (oksaal) uit 1554 met renaissance-snijwerk. In het interieur bevindt zich een 17e-eeuwse herenbank.

## Molen

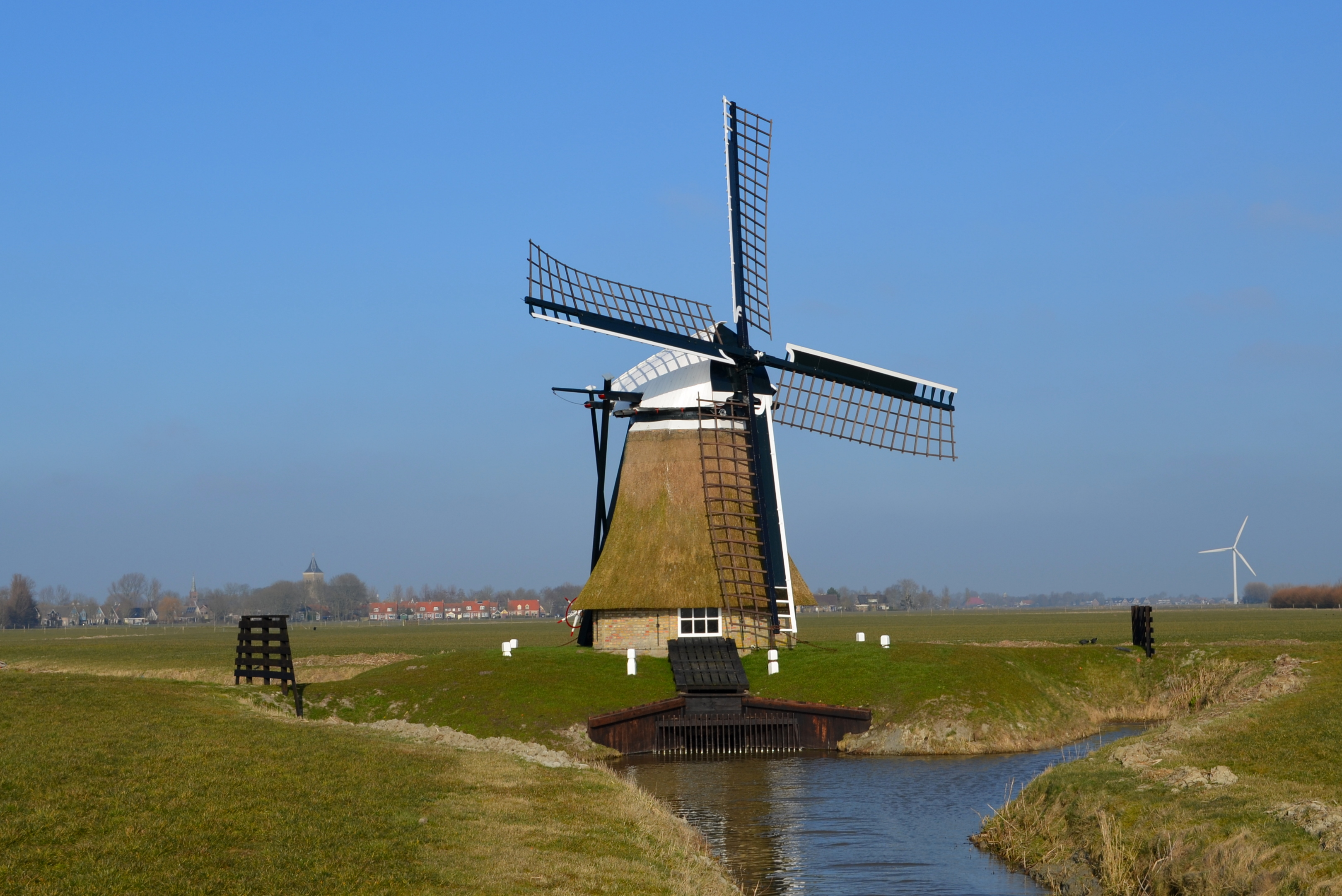
De Rispenserpoldermolen

Ten zuiden van het dorp staat de Rispenserpoldermolen, een oorspronkelijk uit 1821 daterende grondzeiler. De molen staat aan de rand van de buurtschap Driehuizen, en heeft het adres van de weg van deze buurtschap, Trijehuzen. De molen wordt soms geadresseerd als Hidaard, maar de molen staat in het dorpsgebied van Oosterend.

## Sport
Het dorp kent onder meer de kaatsvereniging KF Easterein, voetbalvereniging VV SDS, tennisvereniging Smash en gymnastiekvereniging O.D.I. Easterein. De volleybalvereniging COVOS is er ook voor de omliggende dorpen, zoals Wommels, Roodhuis en Itens. Het dorp heeft een eigen sporthal.

## Cultuur
Het dorp heeft een eigen dorpskrant, de Fanfare Wilhelmina, de toneelvereniging Fuort mar Los en het kunstcentrum In de Kerk.

## Onderwijs
Het dorp heeft een eigen basisschool, De Foareker en een Peuteropvang De Poaskepole.

## Bekende (ex-) inwoners
De schrijfster Marga Claus groeide op in het dorp.

### Geboren in Oosterend
- Oepke Noordmans (1871-1956), theoloog en predikant
- Herman Ridderbos (1909-2007), predikant, theoloog en hoogleraar (Gereformeerde Kerken in Nederland)
- Wiert Berghuis (1911-1989), vooraanstaand ARP-politicus en burgemeester
- Klaas Bruinsma (1931-2018), vertaler en dichter
- Evert Duipmans (1987-), radio-DJ
- Si Shut Hau (1991-), voetballer